# Rosellinia amblystoma
Rosellinia amblystoma är en svampart som beskrevs av Berl. & F. Sacc. 1889. Rosellinia amblystoma ingår i släktet Rosellinia och familjen kolkärnsvampar.   Inga underarter finns listade i Catalogue of Life.